# 蔡庭芳
蔡庭芳，福建晉江縣人。清朝官員，乾隆庚申解元。

## 生平
乾隆十七年（1752年），蔡庭芳中式庚申恩科福建鄉試第一名舉人。歷官福建松溪縣儒學教諭。乾隆三十九年（1774年）調任臺灣府鳳山縣教諭。